# Игуанови
Игуанови (Iguanidae) е семейство влечуги от разред Люспести (Squamata).
Включва 9 съвременни рода гущери, разпространени в Америка и Океания. Много видове имат на гърба си гребен, образуван от удължени люспи, чиято дължина намалява към задната част на тялото. Езикът им е къс и не може да се подава извън устата.

## Родове
Iguanidae – Игуанови
- Amblyrhynchus – Морски игуани
- Brachylophus – Фиджийски игуани
- Cachryx
- Conolophus – Галапагоски сухоземни игуани
- Ctenosaura – Черни игуани
- Cyclura – Поясоопашати игуани
- Dipsosaurus – Пустинни игуани
- Iguana – Игуани
- Sauromalus